# Bodo von Mauderode
Julius Wilhelm Samuel Bodo von Mauderode (* 15. April 1791 in Brieg; † 28. Oktober 1882 in Meiningen) war ein sachsen-meiningenscher Generalmajor und Schlosshauptmann in Meiningen.

## Leben

### Herkunft
Bodo entstammt der niedersächsischen Adelsfamilie von Mauderode. Seine Eltern waren der preußische Major Heinrich Ernst von Mauderode (1735–1791) und dessen Ehefrau Wilhelmine Sophie Elisabeth Constantine Kalinowa von Zaremba (1754–1816). Seine Zwillingsschwester Henriette Constantine Anna starb am 28. September 1838 unverheiratet als Stiftsdame. Sein Bruder Ernst (1780–1863) wurde preußischer Generalmajor.

### Militärkarriere
Mauderode trat 1805 als Freiwilliger in das Infanterieregiment „von Malschitzky“ der Preußischen Armee ein, in dem bereits sein Vater gedient hatte. Im Vierten Koalitionskrieg wurde er Portepeefähnrich und zweiter Fahnenträger des I. Bataillons. Er zog mit dem Regiment in die Schlacht bei Auerstedt und stand dort auf dem linken Flügel, als die Front zusammenbrach und alle in Panik flüchteten. Am 16. Oktober kam Mauderode mittags auf dem Sammelplatz in Nordhausen an, als die Franzosen nachsetzten. Er hatte Glück und zwei Husaren nahmen ihn und die Fahne nach Magdeburg mit. Er übergab die Fahne dort dem Major Winning. Es war die einzige Regimentsfahne, die gerettet werden konnte. Noch am selben Tag kapitulierte die Festung Magdeburg und die Fahne musste neben anderen dem siegreichen Marschall Ney übergeben werden. Mauderode geriet in Gefangenschaft, wurde aber auf Ehrenwort entlassen. Er ging nach Breslau, bis auch diese Stadt von der Franzosen besetzt wurde.
Nach dem Frieden von Tilsit wurde er im Juli 1807 beim Regiment „von Grawert“ angestellt und erhielt nur 3½ Taler Sold, so dass er auf die Unterstützung durch seine verarmte Familie angewiesen war. 1809 versuchte er vergeblich, sich der Schwarzen Schar des Herzogs von Braunschweig anzuschließen. Im Sommer bekam Mauderode das Angebot, in die Dienste von Sachsen-Meiningen zu treten. Unter Verleihung des Charakters als Sekondeleutnant nahm er im August 1809 seinen Abschied und wurde am 18. August 1809 mit Patent vom 16. Juni 1809 als Sekondeleutnant im Herzoglich Meiningischen Kontingent angestellt.
Sachsen-Meiningen stellte damals ein Kontingent von 300 Mann in der „Division Princiere“ (Division der Fürsten). Dort fanden sich auch Truppen aus Sachsen-Weimar, Sachsen-Gotha-Altenburg und Sachsen-Hildburghausen sowie Nassau, Frankfurt, Sachsen-Anhalt, Lippe, Schwarzburg, Reuß und Waldeck wieder. 1809 hatte sich in Tirol die Bevölkerung erhoben und die sächsischen Regimenter hatte schwere Verluste zu verzeichnen. Daher wurde die Division nach Wien geschickt. Als sie dort Ende September 1809 eintraf, wurde sie in Schönbrunn von Napoleon persönlich gemustert. Das Regiment nahm anschließend aber erstmal in Passau Quartier. Anfang 1810 wurde das Regiment nach Spanien in Marsch gesetzt, aber viele der Mannschaften desertierten und auch in Spanien waren die Verluste hoch. Zum Ende des Jahres 1810 waren nur noch 50 Mann von ursprünglich 1900 einsatzfähig. Im Januar 1811 machte sich der Rest auf den Rückweg. Mauderode war inzwischen Premierleutnant und Regimentsadjutant geworden.
Dort warteten bereits Ersatzmannschaften und so vergingen der Sommer und der Herbst mit der Ausbildung neuer Rekruten. Ende 1811 wurde das Regiment nach Hamburg verlegt. Von dort ging es im Sommer nach Vorpommern, Rügen, Stralsund, Danzig und Königsberg. Inzwischen war der Russlandfeldzug gescheitert und die Reste der Grande Armée auf dem Rückzug. Im November 1812 wurde das thüringische Kontingent nach Wilna beordert, der fliehenden Armee entgegen. Sie kamen bis nach Ozmiana hinter Wilna, wo sie auf Kosaken trafen und tags darauf auch auf Napoleon und Berthier. Am 8. Dezember machten sich 2300 Mann auf den Rückweg und acht Tage später waren bereits 500 gefallen. In Wilna übernahm Marschall Ney das Kommando über die Nachhut, zu der auch die Thüringer gehörten. Unter seinem Kommando zogen sie sich kämpfend bis Danzig zurück. Die Stadt wurde von den Russen belagert und kapitulierte im November 1813. Mauderode kam nun nach Berlin, wo er seine Familie wiederfand. Er wollte zurück in preußische Dienste, verblieb aber mit Zustimmung des Königs in Meiningen. Im Rahmen der Befreiungskriege kam das Kontingent 1814 an den Rhein bei Mainz und 1815 in das Elsaß bei Neubreisach, beide Male, ohne in Kampfhandlungen verwickelt zu werden.
Nach dem Krieg wurde Mauderode im Jahr 1816 Mitglied der Kriegskommission und beteiligte sich an der Reorganisation des Meininger Kontingents. Am 15. März 1817 wurde er zum Major befördert und stieg am 1Juni 1821 zum Bataillonskommandeur auf. 1823 wurde die Kriegskommission aufgelöst und Mauderode kam in die Landesregierung, wo er für den Straßenbau verantwortlich war. In dieser Stellung wurde er Anfang Oktober 1825 zum Oberstleutnant befördert. Als im Jahr 1826 durch Erbschaft das Herzogtum Sachsen-Hildburghausen an Meiningen fiel, wurde Mauderode mit der Reorganisation des Militärs beauftragt. Eine Folge davon war, dass er wieder eine Militärmusik einführte und im Jahr 1827 zum Ehrenbürger von Hildburghausen ernannt wurde. Im März 1831 wurde er zum Oberst befördert. 1836 erkrankte er und nahm, unter Belassung à la suite seinen Abschied. Anlässlich seiner Verabschiedung erhielt Mauderode das Komturkreuz I. Klasse und die Ehrenbürgerschaft von Meiningen.
Am 15. März 1839 wurde er zum Kommandeur des Reserve-Kontingent ernannt und zog nach Hildburghausen. Am 6. Juni 1848 wurde er abermals pensioniert. 1852 wurde er Schlosshauptmann in Meiningen, was wieder mit einem Umzug verbunden war. Anlässlich seines 50-jährigen Dienstjubiläums erhielt Mauderode am 18. August 1859 den Charakter als Generalmajor und wurde mit dem Sachsen-Ernestinischen Hausorden geehrt.
Er ging 1863 in Pension und starb 1882 in Meiningen.

### Orden und Ehrenzeichen
- Herzoglich Sachsen-Ernestinischer Hausorden, Komtur I. Klasse
- Goldene Verdienstmedaille für die Feldzüge von 1814 und 1815
- Königlich Preußischer St. Johanniter-Orden
- Sächsischer Zivilverdienstorden, Ritter
- Hausorden vom Goldenen Löwen, Ritter (23. März 1825)
- Hausorden vom Weißen Falken, Ritter
- Großherzoglich sachsen-weimarische Militär-Verdienst-Medaille
- Wilhelmsorden, Kommandeur

### Familie
Mauderode heiratete am 2. April 1815 in Steinach Luise Wilhelmine von Donop (1897–1817). Aus dieser Ehe ging der Sohn Bodo Wilhelm Ernst (1816–1886) hervor, der Kammerherr und Stallmeister wurde und am 6. März 1842 Franziska von Gersdorff (1818–1890) heiratete. Nach dem Tod seiner ersten Frau ehelichte Mauderode am 13. April 1820 in Künsberg Sophie von Künsberg († 1824). Das Paar hatte den Sohn Dietrich Bodo (1822–1844), Leutnant der Artillerie in Meiningen. Seine letzte Frau wurde am 21. Mai 1840 Therese Freiin von Bibra (1797–1855), Tochter des Meininger Landtagsmarschalls Carl Friedrich Wilhelm Gottlob von Bibra.